# Vânia Ishii
Vânia Yukie Ishii (ur. 19 sierpnia 1973) – brazylijska judoczka. Dwukrotna olimpijka. Zajęła siódme miejsce w Sydney 2000 i odpadła w eliminacjach w Atenach 2004. Walczyła w wadze półśredniej.
Piąta na mistrzostwach świata w 2003 i siódma w 2001; uczestniczka zawodów w 1995, 1997, 1999 i 2005. Startowała w Pucharze Świata w 1992, 1995, 1998–2000, 2002, 2004, 2007 i 2008. Złota medalistka igrzysk panamerykańskich w 1999, srebrna w 2003 i brązowa w 1995. Wygrała igrzyska Ameryki Południowej w 1994 i 1998. Zdobyła pięć medali na mistrzostwach panamerykańskich w latach 1997 - 2003. Srebrna medalistka akademickich MŚ w 1986. Dwukrotna mistrzyni Ameryki Południowej. Trzecia na igrzyskach dobrej woli w 1990 roku.
Pochodzi z rodziny wybitnych judoków. Jej siostra Tânia Ishii była olimpijką z Barcelony 1992; szwagier Mike Swain stratował w Los Angeles 1984, Seulu 1988 i 1992, a ojciec Chiaki Ishii w Monachium 1972.

## Letnie Igrzyska Olimpijskie 2000
| Konkurencja | Eliminacje                | Eliminacje           | Eliminacje        | Repasaże              | Repasaże                  | Klas. końcowa |
| Konkurencja | Przeciwnik I              | Przeciwnik II        | 1/4               | Przeciwnik I          | Przeciwnik II             | Miejsce       |
| ----------- | ------------------------- | -------------------- | ----------------- | --------------------- | ------------------------- | ------------- |
| 63 kg       | Daniëlle Vriezema (NED) Z | Sara Álvarez (ESP) Z | Jenny Gal (ITA) P | Anna Sarajewa (RUS) Z | Gella Vandecaveye (BEL) P | 7.            |

## Letnie Igrzyska Olimpijskie 2004
| Konkurencja | Eliminacje                | Klas. końcowa |
| Konkurencja | Przeciwnik I              | Miejsce       |
| ----------- | ------------------------- | ------------- |
| 63 kg       | Gella Vandecaveye (BEL) P | 1 runda       |